# Quận của tỉnh Somme
4 quận của tỉnh Somme gồm:
1. Quận Abbeville, Somme, (quận lỵ: Abbeville) với 12 tổng và 169 xã. Dân số của quận này là 125.322 người năm 1990, 125.258 người năm 1999, tăng trưởng dân số là 0.05%.
2. Quận Amiens, (tỉnh lỵ của tỉnh Somme: Amiens) với 21 tổng và 313 xã. Dân số của quận này là 293.366 người năm 1990, và 299.776 người năm 1999, tăng trưởng dân số là 2.18%.
3. Quận Montdidier, (quận lỵ: Montdidier) với 5 tổng và 132 xã. Dân số của quận này là 49.643 người năm 1990, và 51.644 người năm 1999, tăng trưởng dân số là 4.03%.
4. Quận Péronne, (quận lỵ: Péronne) với 8 tổng và 169 xã. Dân số của quận này là 79.494 người năm 1990, và 78.873 người năm 1999, tăng trưởng dân số là 0.78%.